# Площадь Независимости (Монтевидео)
Площадь Независимости (исп. Plaza Independencia) — главная площадь Монтевидео, расположенная между Старым (район Сьюдад-Вьеха) и Новым городом (район Сентро).

## Достопримечательности
В центре площади расположен мраморный монумент — Мавзолей Артигаса, в котором покоятся останки национального героя генерала Хосе Артигаса, прославившегося тем, что в 1811 году возглавил борьбу за независимость Уругвая. Урну с прахом героя охраняют два национальных гвардейца. Рядом с мавзолеем расположена бронзовая статуя, посвященная Хосе Артигасу.
На площади Независимости расположен театр Солис, являющийся вторым по величине в Южной Америке после театра Колон в Буэнос-Айресе. Он открыл свои двери для публики в 1856 году. Главный зал театра вмещает до 1500 зрителей и используется для постановок оперы и балета, но иногда здесь проходят и концерты. Для туристов также проводятся экскурсии.
Одним из специфических зданий, расположенных на площади, является Паласио Сальво — самое высокое сооружение столицы Уругвая. 26-этажный небоскрёб был построен в 1927 году в модном в первой трети XX века стиле ар-деко.
Также на площади Независимости расположена официальная резиденция президента Уругвая с оригинальным названием «Исполнительная башня». Строительство этого сооружения началось ещё в 1965 году, однако исторические события помешали закончить работы в срок. Только в 2009 году кабинет президента был перенесен в это здание.
В западной части площади расположены Ворота Цитадели — один из немногих участков крепостной стены, окружавшей прежде город и разрушенной в 1829 году. В восточной части площади берёт своё начало главная улица Монтевидео, названная в честь даты принятия первой Конституции Уругвая — проспект 18 июля.

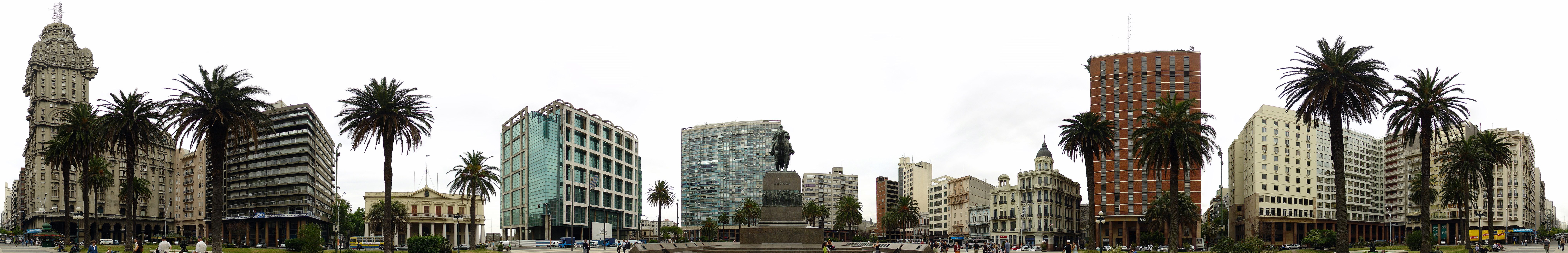
Панорама площади Независимости

## События
На площади часто проводятся интересные выставки и прочие городские мероприятия.